# Klymovycja
Klymovycja, česky také Klimovice, ukrajinsky Климовиця, maďarsky Kelemenfalva, je část obce Zahaťťa, v Iršavské městské komunitě (hromadě), v okrese Chust v Zakarpatské oblasti Ukrajiny. V roce 2001 zde žilo 397 obyvatel.

## Historie
První písemná zmínka o této vsi pochází z roku 1600. Do uzavření Trianonské smlouvy byla Klymovycja součástí Uherska, poté byla (pod názvem Klimovice) součástí Československa. Od roku 1945 byla součástí Ukrajinské sovětské socialistické republiky, která byla součástí SSSR. Od roku 1991 je součástí nezávislé Ukrajiny.